# Hans von Boineburg-Lengsfeld
Le baron (Freiherr en allemand) Hans von Boineburg-Lengsfeld (né en 1889, mort en 1980) est un Generalleutnant allemand (équivalent en France de général de division) de la Seconde Guerre mondiale.

## Biographie

### Origines
La famille Boineburg (de) appartient à la vieille aristocratie hessoise. Hans von Boineburg-Lengsfeld est le fils du baron impérial, chambellan grand-ducal saxon et maître de manœuvre des hussards hessois Konrad (Curt) Emil Moritz Rudolf von Boineburg-Lengsfeld (né le 8 août 1855) et de son épouse Helene, née von Hopffgarten (née le 21 octobre 1866). Il s'engage le 1er octobre 1910 dans le 6e régiment de chasseurs à cheval (de) de l'armée prussienne, et fut promu Oberleutnant (équivalent en France de lieutenant) le 22 mai 1912.

### Première Guerre mondiale
Il prit part à la Première Guerre mondiale sur le front de l'Ouest et celui de l'Est puis fut versé dans la Reichswehr et accéda au grade de Major (commandant).

### Seconde Guerre mondiale
Avec la Seconde Guerre mondiale, c'est en tant qu’Oberstleutnant (lieutenant-colonel), qu'il participe à la campagne de Pologne en tant que commandant du 1er bataillon du 1er régiment de Panzergrenadier de la 1re  Panzerdivision.
Lors de la bataille de France, il est à la tête de la 4e Panzerbrigade en Hollande et en Belgique avant de participer à la rupture de la ligne Weygand. Il fut décoré de la croix de fer le 19 juillet 1940 pour son action au cours de la campagne de France en tant qu’Oberst (colonel) et chef de la 4e brigade de couverture (4e  Panzerdivision). 
En juin 1941 durant l'opération Barbarossa, il est à la tête de la 7e brigade de Panzergrenadier avant de revenir à Paris en août 1941 pour organiser la création de la 23e  Panzerdivision.
Promu Generalmajor (général de brigade) le 1er octobre 1941, il part à la tête de la 23e Panzerdivision sur le front de l'Est, et combat à la seconde bataille de Kharkov.
Nommé Generalleutnant (général de division) le 16 novembre 1942, il lance sa division dans l'opération Wintergewitter, destinée à libérer les troupes assiégées à Stalingrad, qui est anéantie. Gravement blessé, il rentre à Eisenach, en Thuringe, avant d'être rappelé en avril 1943 pour remplacer en France le Generalleutnant Ernst Schaumburg (de), commandant du Gross Paris, trop peu enclin à obéir à la politique du Reich.   
À la tête de 50 000 soldats, en particulier administratifs et supplétifs mais aussi de la 325e division de sécurité, Boineburg-Lengsfeld prépare la défense de Paris et de sa banlieue avec la création de la ligne Boineburg et de son plan de mobilisation.
Boineburg-Lengsfeld est surtout connu pour son rôle dans l'opération Walkyrie du 20 juillet 1944 où il fait désarmer des membres de la Gestapo et des SS à Paris, sur ordre de Carl-Heinrich von Stülpnagel, le commandant en chef des troupes d’occupation en France (Militârbefehlshaber in Frankreich). 
Défaitiste et jugé peu fiable, il échappe aux représailles mais il est muté d'office le 7 août 1944 dans la Führerreserve, et est remplacé par le général Dietrich von Choltitz le 9 août. Affecté de façon éphémère tantôt à la défense de Fribourg-en-Brisgau en Forêt-Noire, tantôt aux camps d'entraînement, il est finalement arrêté par les Alliés le 8 mai 1945.

### Après guerre
Boineburg-Lengsfeld  est libéré un an après, en mai 1946, et rejoint son domaine d’Altenburg, au sein de sa famille depuis le XVIe siècle, dans l’actuel arrondissement de Schwalm-Eder situé au nord de la Hesse. Il s’y consacre à l’agriculture et à la sylviculture.
Il meurt le 20 novembre 1980. Son urne funéraire  est inhumée dans sa propriété derrière le manoir familial.

### Mariage et descendance
Hans von Boineburg-Lengsfeld s’est marié en 1920 avec Gunnel Töttermann, fille d’un armateur finlandais. Ils ont eu deux filles, toutes deux non mariées, qui ont vécu dans le domaine familial d’Altenburg après la Seconde Guerre mondiale :
- Beatrix Wilhelmine Sigrid Gunnel, baronne von Boineburg-Lengsfeld (1921–2012), exploitante forestière
- Brita Hildegard Helene, baronne von Boineburg-Lengsfeld (née en 1927), médecin.

Hans von Boineburg-Lengsfeld est le dernier descendant masculin de la famille Boyneburg-Lengsfeld en Allemagne.

## Filmographie

### Cinéma
- 1966 : Paris brûle-t-il ?, où son personnage est interprété par Ernst Fritz Fürbringer.